# Bikini Jones and the Temple of Eros
Bikini Jones and the Temple of Eros ist ein US-amerikanischer Erotikfilm des Regisseurs Fred Olen Ray unter dem Pseudonym Nicholas Medina, der 2010 als Fernsehproduktion für die Senderkette Cinemax gedreht wurde.

## Handlung
Bikini Jones stiehlt zu Beginn des Films ein goldenes Idol. Es stellt sich heraus, dass dieses Idol den Schlüssel zum „Temple von Eros“ darstellt. In diesem Tempel soll die „Tiara von Ayesha“ verborgen sein, dessen Träger zum Herrscher des Landes „Moronica“ wird. Dr. Jones muss sich im Laufe des Filmes gegen ihre Kontrahentin Evilla Cruella durchsetzen, um die Tiara zu erhalten.

## Hintergrund
Produziert wurde der Film von der Produktionsgesellschaft Retromedia Entertainment. Er wurde ab Herbst 2010 mehrfach zu festen Uhrzeiten und „on demand“ bei der Senderkette Cinemax ausgestrahlt.
Am 2. März 2010 wurde der Film auf DVD veröffentlicht.

## Rezeption
The Video Vacuum gibt eine gemischte Bewertung ab. Während die Szenen, in denen Christine Nguyen oder Rebecca Love mitspielen, eher gut bewertet werden, kann Heather Vandeven nicht überzeugen.
Tars Tarkas vergibt mit überwiegend positiven Kommentaren 8 von 10 Punkte, Dr. Gore's Movie Reviews bewertet nur die ersten zwei Szenen des Filmes als bemerkenswert durch Christine Nguyens Leistung, den Rest als wenig spannend.